# Puellina arrecta
Puellina arrecta är en mossdjursart som först beskrevs av Bishop och Househam 1987.  Puellina arrecta ingår i släktet Puellina och familjen Cribrilinidae. Inga underarter finns listade i Catalogue of Life.